# Daniel Moro Fernández
Daniel Moro Fernández (nascut el 8 a Madrid, Comunitat de Madrid) és un exjugador de waterpolo espanyol. Va disputar els Jocs Olímpics de Sydney 2000 i els d'Atenes 2004 amb Espanya, obtenint una quarta i sisena posició, respectivament. Va ser campió del món amb Espanya al mundial de Fukuoka 2001. El seu germà Iván Moro també va ser jugador de waterpolo i olímpic amb la selecció espanyola.

## Participacions en Jocs Olímpics
- Sydney 2000, lloc 4.
- Atenes 2004, lloc 6.